# Lijst van Noorse havencodes

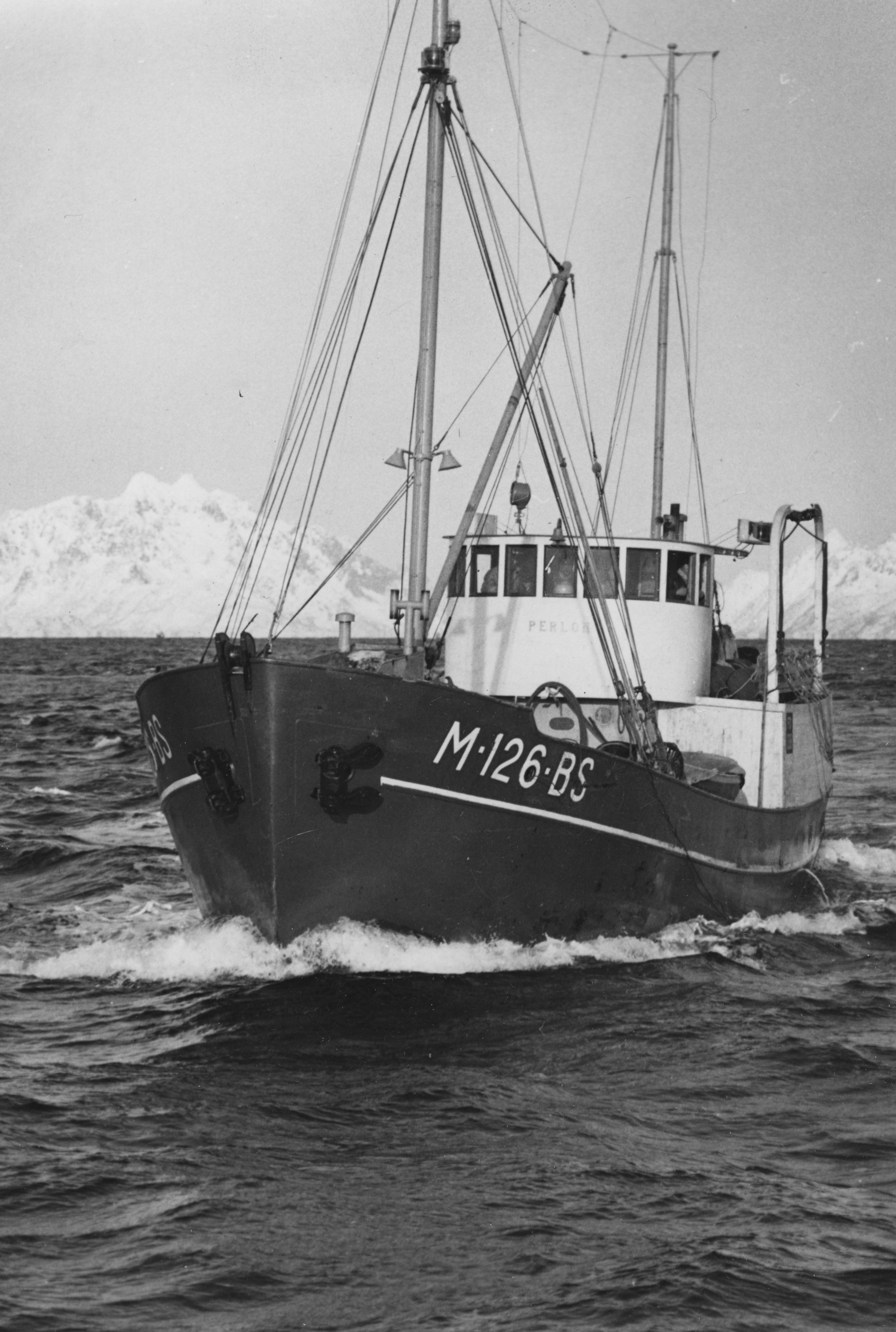
Noors vissersschip met code M 126 BS. In de lijst valt te zien dat dit schip in Bremsnes in Møre og Romsdal is geregistreerd

De thuishavens van vissersschepen zijn af te leiden van de letters die met witte verf op een donkere ondergrond op het schip zijn aangebracht. Een code is op het moment van uitgifte uniek voor een vaartuig. Wel kan het voorkomen dat dezelfde code eerder is uitgegeven voor een ander vaartuig dat is vergaan, gesloopt of niet meer onder dat nummer is geregistreerd. De exacte plaats van de code en de minimale afmetingen ervan zijn sinds 1917 in de Noorse wet vastgelegd voor drie verschillende klassen vaartuigen. Deze klassen zijn hoofdzakelijk gebaseerd op tonnage en lengte: schepen vanaf 25 ton (klasse 1), schepen onder 25 ton maar met een lengte vanaf 30 voet (klasse 2), en schepen kleiner dan 30 voet, plus open boten (klasse 3). De codes bevinden zich aan weerszijden op het boord aan de boeg van het schip. De minimale lengte is afhankelijk van het aantal letters en cijfers in de code; de minimale hoogte en breedte is voor ieder teken vastgesteld.
In tegenstelling tot Nederlandse en Duitse havencodes die uit twee delen bestaan, bestaan Noorse aanduidingen uit drie delen die door streepjes van elkaar zijn gescheiden: het eerste deel is een letter of lettercombinatie die de provincie (fylke) aangeeft, het derde deel is een letter of lettercombinatie die de gemeente of stad (herred / kommune of by) in die provincie aangeeft, en het tweede deel is een volgnummer van 1 tot 3 cijfers. Een voorbeeld is het havennummer SF-1-SV. Dit is het vaartuig met volgnummer 1 in het register van de vroegere gemeente Sør-Vågsøy (SV) in de provincie Sogn og Fjordane (SF).
Opmerkingen:
1. Herred of herad was tot 1963 de naam voor een plattelandsgemeente; een gemeente in een verstedelijkte omgeving werd kommune genoemd. Tegenwoordig komt het woord herred op enkele uitzonderingen na alleen nog voor in historische of traditionele aanduidingen.
2. In Noorwegen worden nog steeds stadsrechten verleend, waardoor er sprake kan zijn van stadsgemeenten.

## Noorse havencodes
De Noorse havencodes bestaan uit drie delen: een lettercode, een volgnummer en nog een lettercode. Het eerste deel is een letter of lettercombinatie die de provincie (fylke) aanduidt. In combinatie met de lettercode op het einde duiden de lettercodes de plaats aan waar het schip is geregistreerd. Het volgnummer staat tussen beide lettercodes.

### Provinciecodes
| Inschrijvingsletters | Visserijplaatsen in provincie   | Opmerkingen                 |
| -------------------- | ------------------------------- | --------------------------- |
| A                    | Akershus                        |                             |
| AA                   | Aust-Agder                      |                             |
| B                    | Bergen (tot ca. 1972)           | Vervallen, thans onder H-BN |
| BD                   | Buskerud                        |                             |
| F                    | Finnmark                        |                             |
| H                    | Hordaland                       |                             |
| K                    | Kristiania (oude naam van Oslo) | Vervallen, thans O          |
| M                    | Møre og Romsdal                 |                             |
| N                    | Nordland                        |                             |
| NT                   | Nord-Trøndelag                  |                             |
| O                    | Oslo                            | sinds 1925                  |
| R                    | Rogaland                        |                             |
| SF                   | Sogn og Fjordane                |                             |
| ST                   | Sør-Trøndelag                   |                             |
| T                    | Troms                           |                             |
| TK                   | Telemark                        |                             |
| V                    | Vestfold                        |                             |
| VA                   | Vest-Agder                      |                             |
| Ø                    | Østfold                         |                             |

- Opmerking: Hoewel Bergen in 1968 als provincie ophield te bestaan, bleef de registratiecode B nog tot ca. 1972 in gebruik.

### Codes voor plaatsnamen
Onderstaande lijst is mogelijk incompleet
Hieronder staat een overzicht van Noorse havencodes.
- De met een sterretje gemarkeerde havenplaatsen zijn geen zelfstandige gemeente meer; het jaartal waarin de gemeente werd opgeheven staat, indien bekend, tussen haakjes vermeld. Wanneer de code daarna opnieuw is gebruikt voor een andere gemeente wordt deze daarachter vermeld. Een komma geeft aan dat de oude gemeente in de nieuwe ligt, een schuine streep geeft een andere ligging aan.
- De met twee sterretjes gemarkeerde codes zijn om een andere reden dan opheffing van de gemeente vervallen.

- A = Akershus
  - A = Aker * (1948)
  - AA = Ås
  - AS = Asker
  - B = Bærum
  - D = Drøbak * (1962)
  - F = Frogn
  - H = Hølen * (1943)
  - N = Nesodden
  - O = Oppegård
  - S = Son * (1964)
  - V = Vestby
- AA = Aust-Agder
  - A = Arendal
  - D = Dypvåg * (1960)
  - E = Eide * (1962)
  - FJ = Fjære * (1971)
  - FL = Flosta * (1962)
  - G = Grimstad
  - H = Høvåg * (1962)
  - HS = Hisøy * (1992), ook bekend onder de naam His
  - HT = Holt * (1960)
  - L = Lillesand
  - LV = Landvik * (1971)
  - M = Moland * (bestond van 1962 tot 1992)
  - R = Risør
  - S = Søndeled * (1964)
  - SN = Stokken * (1962)
  - T = Tvedestrand
  - TØ = Tromøy * (1992)
  - VM = Vestre Moland * (1962)
  - ØM = Austre Moland (voorheen Østre Moland) * (1962)
  - Ø = Øyestad * (1992)
- B = Bergen ** (tot ca. 1972)
  - B = Bergen ** (tot ca. 1972, sindsdien onder H-BN)
- BD = Buskerud
  - D = Drammen
  - H = Hurum
  - R = Røyken
- F = Finnmark
  - A = Alta
  - B = Berlevåg
  - BD = Båtsfjord
  - G = Gamvik
  - H = Hammerfest
  - HV = Hasvik
  - K = Kjelvik (Nordkapp)
  - KD = Kvalsund
  - KS = Kistrand
  - L = Loppa
  - LB = Lebesby
  - M = Måsøy
  - N = Nesseby
  - NK = Nordkapp
  - NV = Nord-Varanger
  - P = Polmak * (1964) / Porsanger
  - S = Sørøysund * (1992)
  - SV = Sør-Varanger
  - T = Talvik * (1964)
  - TN = Tana
  - V = Vardø
  - VH = Vardø herred
  - VS = Vadsø
- H = Hordaland
  - A = Askøy
  - AA = Åsane * (1972)
  - AD = Alværsund
  - AM = Austrheim
  - AR = Arna * (bestond van 1964 tot 1972)
  - AV = Austevoll
  - B = Bremnes * (1963), Bømlo
  - BN = Bergen (sinds ca. 1972, voorheen onder B-B)
  - BO = Bømlo ** (tot 1963, daarna B)
  - BV = Bruvik
  - E = Etne
  - EF = Eidfjord
  - F = Fjell
  - FA = Fana * (1972)
  - FB = Fjelberg
  - FE = Fedje
  - FJ = Fitjar
  - FS = Fusa
  - G = Granvin
  - H = Herdla * (1964)
  - HB = Hordabø * (bestond van 1925 tot 1964)
  - HD = Hålandsdal
  - HE = Hamre
  - HJ = Hjelme
  - HR = Hosanger
  - HS = Haus
  - J = Jondal
  - K = Kvinnherad
  - KK = Kinsarvik * (1964)
  - KM = Kvam
  - L = Lindås
  - LV = Laksevåg * (1972)
  - M = Moster
  - MD = Modalen
  - MF = Masfjorden
  - MG = Manger * (1964)
  - ML = Meland (sinds 1923)
  - O = Os
  - OA = Odda
  - OR = Osterøy
  - R = Radøy (sinds 1964)
  - S = Sund
  - SB = Strandebarm * (1965)
  - SD = Stord
  - SK = Skånevik * (1965)
  - SO = Sveio
  - SR = Samnanger
  - SV = Strandvik * (1964)
  - SØ = Sæbø * (bestond van 1924 tot 1964)
  - T = Tysnes
  - U = Ullensvang
  - UK = Ulvik
  - V = Valestrand * (1964) / Vaksdal (sinds 1964)
  - VB = Vikebygd * (1964)
  - VØ = Varaldsøy * (1965)
  - Ø = Ølen * (2006)
  - ØN = Øygarden (sinds 1964)
- K = Kristiania (tot 1925, sindsdien O) **
  - K = Kristiania (tot 1925, sindsdien O)**
- M = Møre og Romsdal
  - A = Ålesund
  - AD = Ålvundeid * (1960)
  - AE = Aure
  - AK = Aukra
  - AS = Åsskard * (1965)
  - AV = Averøy
  - B = Borgund * (1964)
  - BL = Bolsøy * (1964)
  - BS = Bremsnes * (1964)
  - BU = Bud * (1964)
  - BV = Brattvær * (1960)
  - D = Dalsfjord * (bestond van 1924 tot 1964)
  - E = Edøy * (1960)
  - ED = Eid
  - EE = Eide
  - EV = Eresfjord og Vistdal * (1964)
  - F = Fræna
  - FI = Frei * (2008)
  - G = Giske
  - GP = Grip * (1964)
  - GS = Gjemnes
  - GT = Grytten
  - H = Haram
  - HD = Hareid
  - HF = Hjørundfjord * (1964)
  - HN = Hen
  - HP = Hopen * (1960)
  - HS = Halsa
  - HU = Hustad * (1964)
  - HØ = Herøy
  - K = Kristiansund
  - KD = Kornstad * (1964)
  - KS = Kvernes * (1964)
  - M = Molde
  - MD = Midsund
  - N = Nesset
  - NA = Nord-Aukra * (1965)
  - NL = Norddal
  - R = Rovde
  - RA = Rauma
  - S = Sande
  - SA = Stranda ** (volgens registers uit 1920-1924), daarna ST / Sør-Aukra * (voor 1928-1965) / Sula (sinds 1977)
  - SE = Søvde (Syvde) * (1964)
  - SH = Stemshaug * (1965)
  - SJ = Skodje
  - SK = Skykylven
  - SL = Stordal
  - SM = Smøla
  - SN = Sunnylven * (1965)
  - SR = Surnadal
  - SS = Straumsnes * (1964)
  - ST = Sylte * (1922) / Stranda (sinds ca. 1928)
  - SU = Sunndal
  - SV = Stangvik * (1965)
  - SØ = Sandøy
  - T = Tustna * (2006)
  - TF = Tresfjord * (1964)
  - TV = Tingvoll
  - U = Ulstein
  - V = Vigra * (1964)
  - VA = Volda
  - VD = Vartdal * (1964), Ørsta
  - VE = Vatne * (1965)
  - VF = Valsøyfjord
  - VL = Voll
  - VN = Vannylven
  - VS = Vestnes
  - VØ = Veøy
  - Ø = Ørsta ** (later VD)
  - ØE = Øre
  - ØG = Ørskog
  - ØL = Øksendal * (1960)

- N = Nordland
  - A = Andenes * (1964), Andøy (sinds 1964)
  - AH = Alstahaug
  - AN = Ankenes * (1974)
  - B = Bodø
  - BA = Beiarn
  - BD = Brønnøysund * (bestond van 1923 tot 1964)
  - BE = Borge * (1963)
  - BG = Ballangen
  - BJ = Bjørnskinn * (bestond van 1924 tot 1964)
  - BL = Bindal
  - BN = Bodin * (1968)
  - BR = Brønnøy
  - BS = Buksnes * (1963)
  - BØ = Bø
  - D = Dverberg * (1964)
  - DA = Drevja * (1962) / Dønna (sinds 1962)
  - DS = Dønnes * (1962)
  - E = Evenes
  - EF = Elsfjord * (bestond van 1929 tot 1962)
  - F = Flakstad
  - FE = Fauske
  - G = Gildeskål
  - GM = Gimsøy * (1964)
  - H = Hadsel
  - HL = Hol * (bestond van 1919 tot 1963)
  - HM = Hamarøy
  - HR = Herøy
  - HS = Hemnes
  - K = Kjerringøy * (1968)
  - KN = Korgen * (1954)
  - L = Lurøy
  - LF = Leirfjord
  - LN = Lødingen
  - LR = Leiranger * (1964)
  - LS = Langenes *
  - M = Mosjøen * (1962)
  - ME = Meløy
  - MO = Mo * (1964)
  - MS = Moskenes
  - N = Narvik
  - NA = Nesna
  - NF = Nordfold * (1964)
  - NR = Nord-Rana * (bestond van 1923 tot 1963)
  - NV = Nordvik * (bestond van 1917 tot 1963)
  - R = Rødøy
  - RA = Rana
  - RT = Røst
  - S = Svolvær * (1964)
  - SA = Sømna
  - SD = Skjerstad * (2005)
  - SF = Sørfold
  - SG = Steigen
  - SL = Saltdal
  - SO = Sortland
  - SR = Sør-Rana * (bestond van 1929 tot 1964)
  - SS = Sandnessjøen * (1965), heette tot 1948 Stamnes
  - T = Tjøtta * (1964)
  - TF = Tysfjord
  - TN = Træna
  - TS = Tjeldsund
  - V = Vågan
  - VA = Vega
  - VB = Valberg * (1963)
  - VF = Velfjord
  - VK = Vik
  - VN = Vefsn
  - VR = Værøy
  - VS = Vevelstad
  - VV = Vestvågøy
  - Ø = Øksnes
- NT = Nord-Trøndelag
  - A = Åsen * (1962)
  - B = Beitstad * (1964)
  - E = Egge * (1964)
  - F = Flatanger
  - FA = Frosta
  - FD = Foldereid * (1964)
  - FL = Frol
  - FS = Fosnes
  - G = Gravvik
  - I = Inderøy
  - K = Kolvereid * (1964)
  - KA = Klinga * (1964)
  - L = Levanger
  - LA = Leka
  - LE = Lånke * (1962)
  - LV = Leksvik * (2018)
  - M = Malm * (1964)
  - MV = Mosvik * (2012)
  - N = Namsos
  - NL = Namdalseid
  - NR = Nærøy
  - O = Otterøy
  - OL = Ogndal
  - R = Røra * (1962)
  - S = Steinkjer, ook geschreven als Stenkjær
  - SB = Sparbu * (1964)
  - SD = Stjørdal
  - SK = Skogn * (1962)
  - SN = Sandvollan
  - SV = Skatval * (1962)
  - V = Vikna
  - VL = Verdal
  - VN = Verran
  - VV = Vemundvik
  - Y = Ytterøy
- O = Oslo (sinds 1925, voorheen K)
  - O = Oslo
- R = Rogaland
  - A = Åkra * (1965)
  - AL = Årdal
  - AS = Avaldsnes * (1965)
  - B = Bokn
  - E = Egersund * (1965)
  - EF = Erfjord
  - ES = Eigersund
  - F = Finnøy
  - FD = Forsand
  - FR = Fister
  - G = Gjesdal
  - H = Haugesund
  - HA = Hå (sinds 1964)
  - HD = Håland
  - HL = Helleland
  - HM = Hjelmeland
  - HT = Hetland * (1965)
  - HY = Høyland
  - HØ = Høle * (1965)
  - ID = Imsland * (bestond van 1923 tot 1965)
  - J = Jelsa * (1965)
  - K = Kopervik * (1965), Karmøy (sinds 1965)
  - KP = Klepp
  - KV = Kvitsøy (sinds 1923)
  - L = Lund
  - M = Mosterøy
  - MA = Madla * (bestond van 1930 tot 1965)
  - N = Nedstrand * (1965)
  - NB = Nærbø * (1964)
  - O = Ogna * (1964)
  - R = Rennesøy
  - RB = Randaberg (sinds 1922)
  - S = Stavanger
  - SA = Sauda
  - SD = Sand * (1965), Suldal (sinds 1965)
  - SE = Skåre * (1958)
  - SG = Sogndal * (1944)
  - SH = Skudenes herred * (1965)
  - SI = Sandeid * (bestond van 1923 tot 1965)
  - SJ = Skjold * (1964)
  - SK = Sokndal
  - SL = Stangaland * (1965)
  - SN = Skudeneshavn * (1965)
  - SO = Sola
  - SS = Sandnes
  - ST = Strand
  - SØ = Sjernarøy * (1965)
  - T = Torvastad * (1965)
  - TM = Time
  - TV = Tysvær
  - U = Utsira (sinds 1924)
  - V = Varhaug * (1964) / Vindafjord (sinds 1965)
  - VD = Vikedal * (1965)
  - VS = Vats

- SF = Sogn og Fjordane
  - A = Askvoll
  - AD = Aurland
  - AL = Årdal
  - B = Bremanger
  - BK = Brekke
  - BS = Balestrand
  - BU = Bru * (bestond van 1923 tot 1964)
  - D = Davik
  - E = Eid
  - EF = Eikefjord * (bestond van 1923 tot 1964)
  - F = Flora
  - FD = Førde
  - FL = Fjaler
  - G = Gulen
  - GP = Gloppen
  - GR = Gaular
  - H = Hyllestad
  - HD = Hornindal
  - HO = Hafslo * (1963)
  - HØ = Høyanger (sinds 1964)
  - I = Innvik * (1965)
  - K = Kinn * (1964)
  - KB = Kyrkjebø * (1964)
  - L = Leikanger
  - LL = Lærdal
  - LS = Luster
  - LV = Lavik
  - N = Naustdal
  - NV = Nord-Vågsøy * (1964)
  - S = Selje
  - SD = Sogndal
  - ST = Stryn
  - SU = Solund, ook wel Sulen genoemd
  - SV = Sør-Vågsøy * (1964)
  - V = Vevring * (1964) / Vågsøy
  - VK = Vik
- ST = Sør-Trøndelag
  - A = Agdenes
  - AA = Åfjord (heette tot 1934 Å)
  - B = Bjugn
  - BA = Børsa
  - BT = Byneset
  - BU = Buvik
  - F = Fillan * (1964), Frøya
  - G = Gjeitastrand
  - H = Hitra
  - HE = Hemne
  - HM = Heim
  - J = Jøssund * (1964)
  - K = Kvenvær * (1964)
  - L = Lensvik * (1964)
  - M = Malvik
  - N = Nes * (1964)
  - NF = Nord-Frøya * (1964)
  - O = Osen
  - OL = Orkdal
  - OR = Orkanger * (2014)
  - R = Roan
  - RS = Rissa * (2018)
  - S = Stoksund * (1964)
  - SA = Strinda * (1964)
  - SB = Stadsbygd * (1964)
  - SD = Sandstad * (1964)
  - SF = Sør-Frøya * (1964)
  - SI = Snillfjord
  - SK = Skaun
  - SN = Stjørna * (1964)
  - T = Trondheim
  - V = Vinje
  - Ø = Ørland
- T = Troms
  - A = Andørja * (1964)
  - AF = Astafjord * (1964)
  - B = Balsfjord
  - BD = Bardu
  - BG = Berg
  - BK = Bjarkøy * (2013)
  - D = Dyrøy
  - G = Gratangen
  - H = Harstad
  - HG = Helgøy * (1964)
  - HS = Hillesøy * (1964)
  - I = Ibestad
  - K = Karlsøy
  - KD = Kåfjord
  - KF = Kvæfjord
  - KN = Kvænangen
  - L = Lyngen
  - LK = Lenvik
  - LV = Lavangen
  - M = Malangen * (1964)
  - MV = Målselv
  - N = Nordreisa
  - S = Skjervøy
  - SA = Sørreisa
  - SD = Storfjord
  - SF = Sørfjord * (1964)
  - SK = Skånland
  - SL = Salangen
  - ST = Sandtorg * (1964)
  - T = Tromsø
  - TD = Tromsøysund * (1963)
  - TK = Torsken
  - TN = Tranøy
  - TS = Trondenes * (1964)
  - U = Ullsfjord * (1964)
- TK = Telemark
  - B = Brevik * (1964)
  - BL = Bamle
  - E = Eidanger * (1964)
  - K = Kragerø
  - L = Langesund
  - P = Porsgrunn (ook Porsgrund genoemd)
  - S = Skien
  - SD = Sannidal * (1960)
  - SH = Stathelle * (1964)
  - SL = Solum * (1964)
  - ST = Skåtøy * (1960)
- V = Vestfold
  - A = Åsgardstrand
  - B = Brunlanes * (1988)
  - BR = Borre * (2002)
  - BT = Botne * (1964)
  - F = Fredriksværn (tot 1930)
  - H = Horten (1988-2002: onder de naam Borre)
  - HM = Hedrum * (1988)
  - HS = Holmestrand
  - L = Larvik
  - N = Nøtterøy * (1964; code bleef in gebruik)
  - R = Ramnes * (2002)
  - S = Sandefjord
  - SA = Sandar * (bestond van 1932 tot 1968; voor 1932: zie Sandeherad)
  - SD = Sande
  - SH = Sandeherad ** (tot 1932, daarna hernoemd naar Sandar)
  - SK = Stokke * (2017)
  - SM = Sem * (1988)
  - SR = Stavern * (gemeente tot 1988, sinds 1996 stad)
  - ST = Strømm * (1964)
  - SV = Svelvik
  - T = Tønsberg
  - TL = Tjølling * (1988)
  - TM = Tjøme * (2018)
  - V = Våle * (2002)
- VA = Vest-Agder
  - A = Austad * (1963)
  - B = Bakke * (1965)
  - F = Flekkefjord
  - FA = Feda * (1963)
  - FS = Farsund
  - H = Hidra * (1965)
  - HD = Herad * (1965)
  - HH = Halse og Harkmark * (1964)
  - HL = Holum * (1964)
  - K = Kristiansand
  - KL = Kvinesdal
  - L = Lista * (1965)
  - LD = Lyngdal
  - LS = Lindesnes
  - M = Mandal
  - N = Nes * (1965)
  - O = Oddernes * (1964)
  - R = Randesund * (1965)
  - S = Søgne
  - SA = Sør-Audnedal * (1964)
  - SD = Spind * (1965)
  - SR = Spangereid * (1964)
  - T = Tveit * (1965)
- Ø = Østfold
  - B = Berg * (1967)
  - BO = Borge *
  - F = Fredrikstad
  - FH = Fredrikshald ** (in 1925 hernoemd naar Halden)
  - G = Glemmen * (1964)
  - H = Hvaler
  - HD = Halden (sinds 1925)
  - J = Jeløy * (1925)
  - K = Kråkerøy
  - M = Moss
  - O = Onsøy * (1994)
  - R = Rygge
  - RD = Råde
  - RO = Rolvsøy * (1994)
  - S = Sarpsborg
  - SB = Skjeberg * (1992)
  - T = Torsnes * (1994)
  - TU = Tune * (1992)